# Estação Domenech
A Estação Domenech é uma das estações do Trem Urbano de San Juan, situada em San Juan, entre a Estação Roosevelt e a Estação Piñero. É administrada pela Alternate Concepts Inc..
Foi inaugurada em 17 de dezembro de 2004. Localiza-se no cruzamento da Rodovia 1 com a Rua Guayana e a Rua Arroyo. Atende os bairros de Hato Rey Central e Hato Rey Norte.